# Narayan Das
Narayan Das (en bengalí: নারায়ণ দাস; Distrito de Hugli, India, 25 de septiembre de 1993) es un futbolista de la India que juega en las posiciones de lateral izquierdo y defensa central. Desde el 2023 juega en el FC Goa de la Superliga de India.

## Carrera

### Club
| Periodo   | Club                   | Apariciones | Goles |
| --------- | ---------------------- | ----------- | ----- |
| 2012–2013 | Pailan Arrows          | 22          | 2     |
| 2013–2015 | Dempo SC               | 17          | 0     |
| 2014–2015 | → FC Goa (cedido)      | 23          | 0     |
| 2015–2016 | East Bengal            | 3           | 0     |
| 2016–2017 | FC Pune City           | 13          | 0     |
| 2017      | → East Bengal (cedido) | 13          | 0     |
| 2017–2018 | FC Goa                 | 19          | 0     |
| 2018–2020 | Odisha FC              | 35          | 0     |
| 2020–2021 | East Bengal            | 17          | 0     |
| 2021–2023 | Chennaiyin FC          | 25          | 0     |
| 2023–     | FC Goa                 | 0           | 0     |

### Selección nacional
Das jugó con India sub-19 en la eliminatoria al Campeonato sub-19 de la AFC 2012. Jugaría su primer partido el 1 de noviembre de 2011 ante Turkmenistán, partido que ganó India 3–1. Das también jugó con India sub-23 en la eliminatoria para el Campeonato Sub-22 de la AFC 2013. Jugaría su primer partido el 23 de junio de 2012 ante Líbano, que ganó India por 5–2.
El 19 de noviembre de 2013 Das debutó con India ante Nepal en la victoria por 2–0 en un partido amistoso. Anotó su único gol con India el 3 de septiembre de 2016 en un partido amistoso ante Puerto Rico que ganó India 4–1. Se retiraría de la selección nacional en la Copa Asiática 2019.

## Logros
- SAFF Championship: 2015
- Serie Tres Naciones: 2017
- Copa Intercontinental: 2018